# Dragon Cove
Die Dragon Cove (englisch für Drachenbucht, spanisch Caleta Dragón) ist eine Bucht an der Nordostspitze der Livingston-Insel im Archipel der Südlichen Shetlandinseln. Sie liegt zwischen dem Sigritsa Point im Nordosten und dem Ficheto Point im Südwesten. Ihr Ufer besteht aus dem Dragon Beach.
Das UK Antarctic Place-Names Committee benannte sie 1958 nach der Dragon, einer 1804 in Liverpool registrierten Brigg für die Robbenjagd, die zwischen 1820 und 1821 unter Kapitän Andrew McFarlane (1780–unbekannt) in den Gewässern um die Südlichen Shetlandinseln operierte.